# Municipio de Mills (condado de Midland)
El municipio de Mills (en inglés: Mills Township) es un municipio ubicado en el condado de Midland en el estado estadounidense de Míchigan. En el año 2010 tenía una población de 1939 habitantes y una densidad poblacional de 20,82 personas por km².

## Geografía
El municipio de Mills se encuentra ubicado en las coordenadas 43°46′53″N 84°13′56″O / 43.78139, -84.23222. Según la Oficina del Censo de los Estados Unidos, el municipio tiene una superficie total de 93,13 km², de la cual 92,09 km² corresponden a tierra firme y (1,12 %) 1,04 km² es agua.

## Demografía
Según el censo de 2010, había 1939 personas residiendo en el municipio de Mills. La densidad de población era de 20,82 hab./km². De los 1939 habitantes, el municipio de Mills estaba compuesto por el 97,27 % blancos, el 0,21 % eran afroamericanos, el 1,08 % eran amerindios, el 0,21 % eran asiáticos y el 1,24 % eran de una mezcla de razas. Del total de la población el 0,83 % eran hispanos o latinos de cualquier raza.